# Ramon De Ocampo
Ramon De Ocampo – amerykański aktor teatralny, telewizyjny i filmowy.
Najbardziej znany z roli Harry’ego Oka w serialu kryminalnym FOX Instynkt mordercy (Killer Instinct, 2005), gdzie na ekranie towarzyszył Johnny’emu Messnerowi. W latach 2005–2006 występował także jako Otto w serialu Prezydencki poker (The West Wing).